# Autheuil-en-Valois
Autheuil-en-Valois – miejscowość i gmina we Francji, w regionie Hauts-de-France, w departamencie Oise.
Według danych na rok 1990 gminę zamieszkiwało 230 osób, a gęstość zaludnienia wynosiła 25 osób/km² (wśród 2293 gmin Pikardii Autheuil-en-Valois plasuje się na 769. miejscu pod względem liczby ludności, natomiast pod względem powierzchni na miejscu 515.).